# Książę i żebrak – hollywoodzka opowieść
Książę i żebrak – hollywoodzka opowieść (Modern Twain Story: The Prince and the Pauper, 2007) – film Jamesa Quattrochiego. W rolach głównych wystąpili Dylan i Cole Sprouse. Film opiera się na książce Marka Twaina Książę i żebrak.

## Fabuła
Tom Canty jest dobrze wychowanym dzieckiem mieszkającym ze swoim dziadkiem. Chłopak od zawsze marzył o karierze aktorskiej, a jego specyficzny sposób bycia nie znajdywał aprobaty zarówno ze strony szkolnych kolegów, jak i jego dziadka. Pewnego dnia chłopak poznaje swojego idola ze szklanego ekranu Eddiego Tudora. To odmienia jego życie i doprowadza do serii śmiesznych wydarzeń.

## Obsada
- Dylan Sprouse – Tom Canty
- Cole Sprouse – Eddie Tudor
- Kay Panabaker – Elizabeth
- Vincent Spano – Miles
- Dedee Pfeiffer – Harlin
- Avrielle Corti – Sandi

## Wersja polska
Wersja polska: SDI Media Polska

Reżyseria: Łukasz Lewandowski

Dialogi: Aleksander Jaworowski

Wystąpili:
- Mateusz Narloch – Tom Canty
- Wojciech Rotowski – Eddie Tudor
- Jarosław Gajewski – Pop
- Marek Robaczewski – Milles
- Anna Sroka – Jerry
- Joanna Jeżewska – Harlin
- Zofia Jaworowska – Elizabeth
- Krzysztof Banaszyk
- Andrzej Blumenfeld
- Grzegorz Wons
- Julia Kołakowska
- Mieczysław Morański
- Marzena Trybała
- Paweł Szczesny

i inni
Lektor: Paweł Bukrewicz i Tomasz Knapik